# Municipio de River (condado de Ouachita)
El municipio de River (en inglés: River Township) es un municipio ubicado en el condado de Ouachita en el estado estadounidense de Arkansas. En el año 2010 tenía una población de 70 habitantes y una densidad poblacional de 0,93 personas por km².

## Geografía
El municipio de River se encuentra ubicado en las coordenadas 33°39′56″N 92°54′28″O / 33.66556, -92.90778. Según la Oficina del Censo de los Estados Unidos, el municipio tiene una superficie total de 75.42 km², de la cual 74,65 km² corresponden a tierra firme y (1,02 %) 0,77 km² es agua.

## Demografía
Según el censo de 2010, había 70 personas residiendo en el municipio de River. La densidad de población era de 0,93 hab./km². De los 70 habitantes, el municipio de River estaba compuesto por el 88,57 % blancos, el 8,57 % eran afroamericanos, el 2,86 % eran asiáticos. Del total de la población el 0 % eran hispanos o latinos de cualquier raza.